# 坦雅·兹雅希耶娃
坦雅·兹雅希耶娃（Tanya Dziahileva，1991年6月9日—），白俄羅斯超級名模，以一副奇怪，外星人的臉孔所著名。坦雅於2006年春天出道，甫出道便為知名品牌走秀。